# Dolores, Puebla
Dolores är en ort i Mexiko.   Den ligger i kommunen San Salvador Huixcolotla och delstaten Puebla, i den sydöstra delen av landet, 150 km öster om huvudstaden Mexico City. Dolores ligger 2 055 meter över havet och antalet invånare är 389.
Terrängen runt Dolores är huvudsakligen platt, men åt sydost är den kuperad. Runt Dolores är det ganska tätbefolkat, med 239 invånare per kvadratkilometer. Närmaste större samhälle är San Mateo Tlaixpan, 2,3 km sydost om Dolores. Trakten runt Dolores består till största delen av jordbruksmark.